# Fata Morgana (film 1914)
Fata Morgana è un film del 1914 diretto da Edoardo Bencivenga.